# 나다오 히로키치
나다오 히로키치(일본어: 灘尾 弘吉, 1899년 12월 21일~1994년 1월 22일)는 12선 중의원 의원을 지낸 일본의 정치인이다.

## 생애
1899년 12월 21일에 히로시마현 사에키군 오가키정(지금의 에타지마시)에서 태어났다. 나다오가는 농사를 지으면서 면섬유 제조, 간장 양조 등을 겸업하며 생계를 꾸리고 있었다. 나다오의 아버지는 와세다 대학 강의록으로 독학한 후 정치에 흥미를 느껴 지역에서 촌의회 의원과 촌장을 지냈다.
나다오는 소학교와 중학교 시절에 신동 소리를 들을 정도로 알아주는 수재였다. 구제 제일 고등학교를 다닐 때에는 훗날의 쇼와 천황이 되는 황태자 히로히토 친왕의 유럽 방문을 위한 환송식 때 선두에서 고교 깃발을 드는 역할을 맡았다. 이후 1924년 4월에 도쿄 제국대학(지금의 도쿄 대학) 법학부 법률학과를 수석으로 졸업했다.
고등문관시험에 응시하려 했으나 건강이 좋지 못한 데다 간토 대지진까지 겹쳐 응시하지 못했다. 하지만 나다오의 중학교 선배인 내무성 인사과장 사가미 신이치의 배려로 면접만 보고 관료가 될 수 있었다. 당시 내무성에는 성적이 우수하지만 사정이 있어 고등문관시험을 합격하지 못한 자를 위한 정원이 기수당 하나씩 있었기에 그 혜택을 입은 것이다. 이후 1924년 11월에 정식으로 고등문관시험 행정과에 응시해 합격했다.

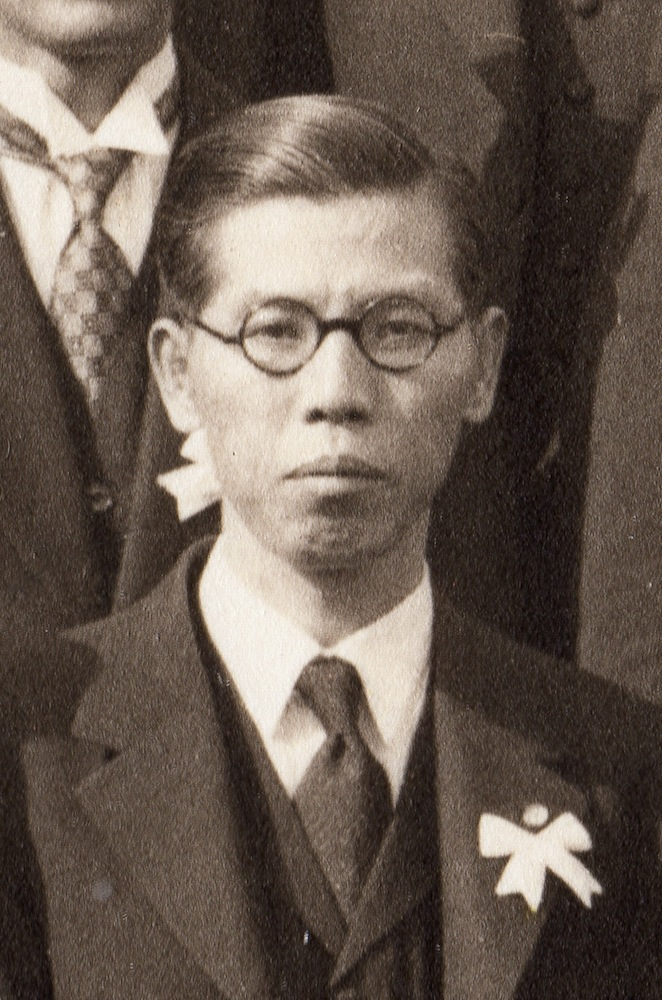
젊은 시절의 나다오 히로키치.

위생국 조사과에서 2년 동안 수습 과정을 거친 후 도치기현 회계과장 겸 지사관방 주사로 반 년을 근무한 뒤 내무성에 복귀해 사회국 보험부 기획과 사무관이 되어 건강보험 제도의 원활한 운영 임무를 맡았다. 5년 뒤에 사회부 보호과 사무관이 되어 당시 새로 만들어진 「구호법」의 운영을 담당했다.
1935년에 사회국 사회부 복리과장으로 승진했고 2년 뒤 사회부 보호과장이 되었다. 1938년에 내무성에서 보건행정 부문이 후생성으로 독립하자 후생성 사회국 소속이 되었으며 「사회사업법」 제정에 관여했다.
1938년 11월에 내무성으로 돌아와 토목국 도로과장이 되었고 1939년 4월에는 대신관방 회계과장이 되었다. 1941년에 당시 최연소로 오이타현지사로 발령받았고 1942년에 후생성에서 생활국장, 위생국장 등을 지낸 뒤 1944년에 내무성 지방국장이 되었다. 1945년 4월에 스즈키 간타로 내각이 출범하자 내무사무차관이 되어 지방총감부 설치 등을 시행했다. 종전 후에 히가시쿠니노미야 내각이 발족하자 사직했다.
관료 생활을 끝낸 후 잠시 고향에 갔다가 다시 도쿄로 돌아갔다. 나카가와 노조무의 후임으로 일본 적십자사 부사장직을 권유받았으나 연합군 최고사령부(GHQ)가 내무성 출신자들을 제재하고 있었기에 불발로 끝났다. 그리고 1947년 11월에는 공직 추방을 당했다. 나다오는 사회복지 부문에서 주로 일했기에 경찰·치안 부문과는 관계가 없었다. 이에 주변에선 GHQ에 공직 추방을 재고해 달라고 요청할 것을 권했으나 나다오는 별다른 움직임을 보이지 않았다.
1951년 8월에 공직 추방에서 해제되자 주변의 권유를 받아 다음 해 총선에 자유당의 공천을 받고 출마했다. 내무차관 출신이었지만 지역에서 지명도가 높지 못해 조직적인 표 동원이 어려웠고 그렇다고 연설 능력이 뛰어난 것도 아니었던 데다가 지역의 이익을 위한다는 말은 한 번도 하지 않았다. 하지만 성실함 하나로 지역구에서 2위에 올라 당선에 성공했다. 당선 후 내무성 시절 면식이 있던 오가타 다케토라의 파벌에 들어갔다. 1955년 보수합동 이후 자유민주당 소속이 되었다.
1956년 총재 선거 결과 이시바시 내각이 성립하자 문부상으로 입각했다. 이시바시 내각 때는 일본교직원조합(일교조)에 대한 대처 문제가 본격적으로 부상한 시기였다. 나다오는 일교조 위원장 고바야시 다케시와의 대화를 통해 일교조와의 갈등을 풀고자 했다. 하지만 1958년 6월에 출범한 제2차 기시 내각에서 두 번째로 문부상이 되었을 때 근무평정제를 둘러싸고 일교조와 격렬하게 대립했다. 그러다가 기시 내각이 「경찰관 직무집행법」 개정안을 둘러싸고 국회와 대립하게 됐는데 제1야당인 일본사회당은 물론 자민당 내에서도 반발이 거셌다. 결국 나다오는 이케다 하야토, 미키 다케오와 함께 각료를 사임했다.
1961년 7월 제1차 이케다 내각 (개조)이 출범하자 후생상이 되었다. 당시 후생성과 일본의사회는 보건의료비 인상 문제로 대립하고 있었는데 나다오는 이 갈등을 해결하기 위해 의료문제간담회를 설치해 대화의 장을 마련했다. 그 결과 사회보험 업무를 전담하는 사회보험청을 설치하기로 합의가 이루어졌다. 그리고 의료계의 명망 높은 인사들을 간부로 영입하여 그때까지와는 다른 형태의 병원인 국립암센터를 설치했다. 1962년 7월에 후생상에서 물러난 뒤 세 번째 문부상 임기를 시작하여 1964년 7월까지 재임했다.
1966년 총재 선거 때 나다오는 출마하지 않았음에도 11표를 얻었다. 이는 이른바 검은 안개 사건으로 불리는 일련의 정치 비리가 연이어 터져나오는 상황 속에서 청렴하고 검소한 이미지가 있던 나다오에 대한 지지를 표명한 것인데 당시에는 입후보 여부와 무관하게 표를 행사할 수 있었다. 1967년 11월 제2차 사토 내각 (제1차 개조)이 출범하자 네 번째 문부상으로 기용되어 대학 투쟁에 대응했다. 격렬해진 일부 학생 시위대가 나다오의 집을 공격하러 가기도 했지만 예상외의 검소한 집을 보고 전의를 상실해 그대로 돌아갔다는 일화도 전해진다.
1972년에 중일국교정상화가 이루어지자 중화민국과의 교류를 지원하는 의원들의 주도하에 1973년에 일화의원간담회가 발족했는데 친대만파에 속했던 나다오가 회장이 되었다. 중화인민공화국은 몇 차례에 걸쳐 나다오에게 중국 방문을 요청했지만 대만에 대한 의리를 내세우며 나다오는 이를 모두 거절했다.
1974년 미키 내각이 출범하자 자유민주당 부총재로 있던 시나 에쓰사부로의 추천을 받아 나다오는 자유민주당 총무회장이 되었다. 전직 총재였던 다나카 가쿠에이가 금맥 문제로 실각한 데다가 록히드 사건이라는 스캔들마저 드러나면서 자민당이 위기에 빠지자 당의 근대화를 주장해 왔던 시나가 미키와 나다오에게 협력을 구한 셈이었다. 하지만 시나는 미키가 당 개혁에 소극적인 것으로 보였고 더욱이 두 사람의 개혁에 대한 입장도 차이가 컸다. 그런 와중에 미키가 무리하게 다나카를 구속하려 하자 시나는 후쿠다 다케오, 오히라 마사요시 등과 함께 거당체제연락협의회를 조직해 미키 끌어내리기를 시도했고 나다오도 이에 가담했다. 미키는 이에 저항하며 1976년 9월 미키 내각 (개조)를 발족시켰고 나다오는 이때 총무회장에서 물러났다. 그리고 파벌에서도 탈퇴해 무파벌이 되었다.
1979년 10월에 치러진 총선에서 자민당이 대패를 당하자 후쿠다파는 총재 오히라의 퇴진을 요구했다. 하지만 오히라는 이를 거절하면서 자민당 역사상 최악의 내분인 40일 항쟁이 시작되었다. 후쿠다와 오히라의 대립이 거세지자 일각에선 누구의 반발을 살 염려도 없는 공평무사한 인물로 나다오를 총재로 추대해야 한다는 목소리도 나왔다.
한편 총선에 앞서 중의원 의장 호리 시게루가 병으로 사임하자 후임으로 나다오가 제60대 일본 중의원 의장으로 취임했다. 총선 이후 구성된 중의원에서도 연임에 성공해 제61대 의장이 되었는데 일각에선 나다오가 총재로 추대되는 걸 막기 위한 오히라의 공작이 있었다고도 한다.
1980년 5월 16일에 오히라파-다나카파 주류 파벌에 대해 반발하는 후쿠다파, 미키파, 나카소네파가 야당이 제출한 내각 불신임 결의안에 동조하는 모습을 보이자 정국은 긴박하게 흘러갔다. 비주류파 내에서도 결의안에 찬성할지를 놓고 혼란을 거듭하자 나다오는 오후 3시에 예정된 본회의 개회를 2시간 연기했다. 그럼에도 비주류파가 결론을 내지 못해 본회의를 다시 연기해줄 것을 요청했으나 나다오는 이를 국회를 경시하는 것이라 거부하고 개회를 선언했다. 그리고 불신임 결의안이 통과됐다. 오히라는 이에 반발해 19일에 중의원 해산을 선언했고 이후 양원 동시 선거가 이루어졌다. 그리고 나다오의 의장 임기도 끝이 났다.
1982년에 훈1등 욱일동화대수장을 수훈했다. 1983년에는 정계를 은퇴했으며 지지 기반은 건설관료 출신의 아와야 도시노부가 물려받았다. 이후 전국사회복지협의회장, 일본신체장애자단체연합회장 등을 역임하며 사회복지 사업에 종사했다.
1994년 1월 22일 도쿄도 세타가야구의 자택에서 사망했다. 향년 94세. 사후 종2위에 추서됐다.

## 역대 선거 기록
|  | 16.4% |

|  | 18.6% |

|  | 20.8% |

|  | 24.1% |

|  | 24.6% |

|  | 28.3% |

|  | 35.4% |

|  | 36% |

|  | 25.1% |

|  | 30% |

|  | 31.9% |

|  | 28.5% |

| 전임 고케쓰 야조 | 제33대 오이타현지사 1941년 1월 7일~1942년 6월 15일 | 후임 이토 히사마쓰 |

| 전임 기요세 이치로 | 제74·75대 문부대신 1956년 12월 23일~1957년 7월 10일 | 후임 마쓰나가 도 |

| 전임 마쓰나가 도 | 제77대 문부대신 1958년 6월 12일~1958년 12월 31일 | 후임 하시모토 류고 |

| 전임 후루이 요시미 | 제36대 후생대신 1961년 7월 18일~1962년 7월 18일 | 후임 니시무라 에이이치 |

| 전임 아라키 마스오 | 제82·83대 문부대신 1963년 7월 18일~1964년 7월 18일 | 후임 아이치 기이치 |

| 전임 겐노키 도시히로 | 제90대 문부대신 1967년 11월 25일~1968년 11월 30일 | 후임 사카타 미치타 |

| 전임 호리 시게루 | 제60·61대 중의원 의장 1979년 2월 1일~1980년 5월 19일 | 후임 후쿠다 하지메 |